# Mühlendiagramm

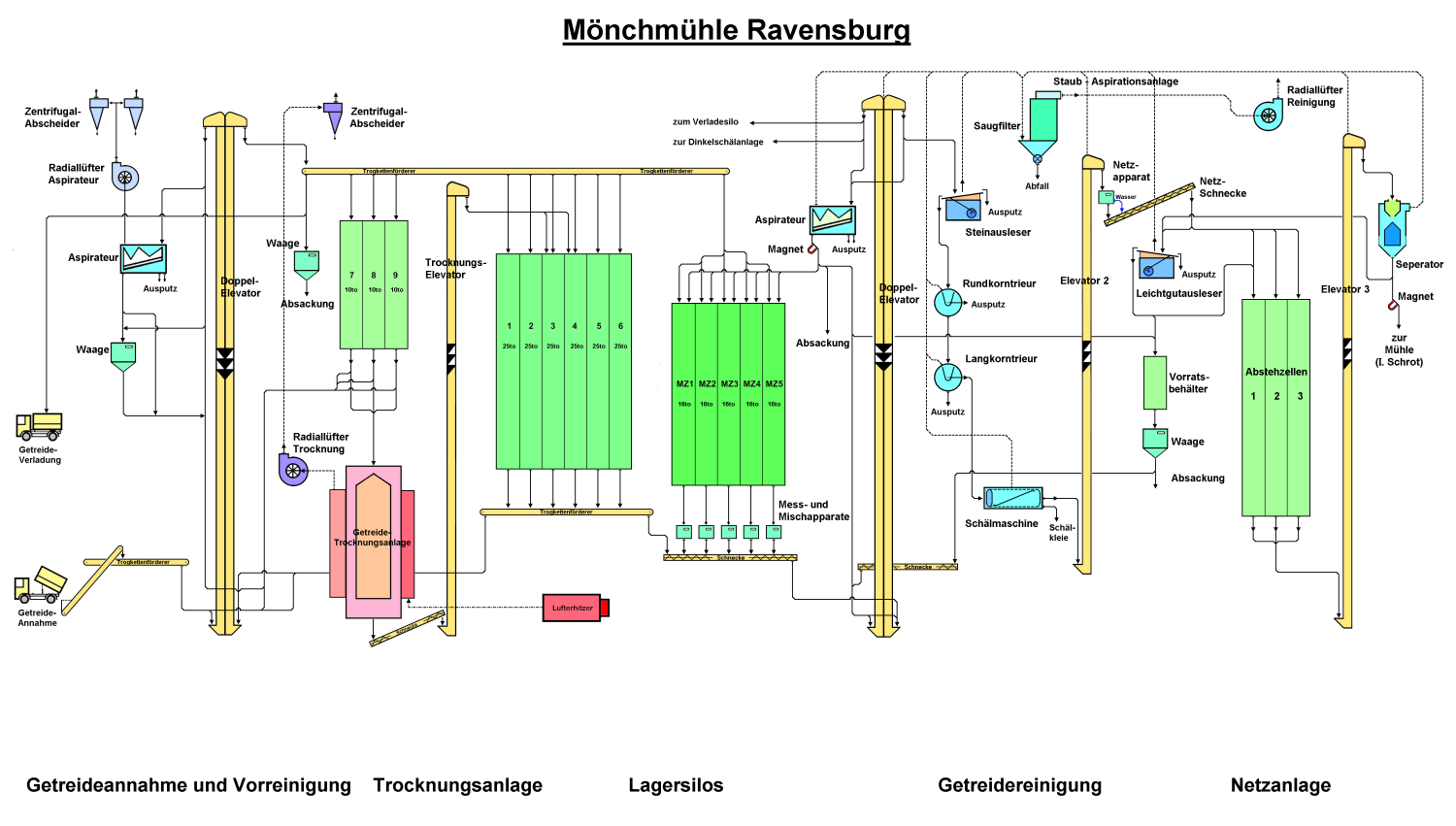
Mühlendiagramm einer Siloreinigung

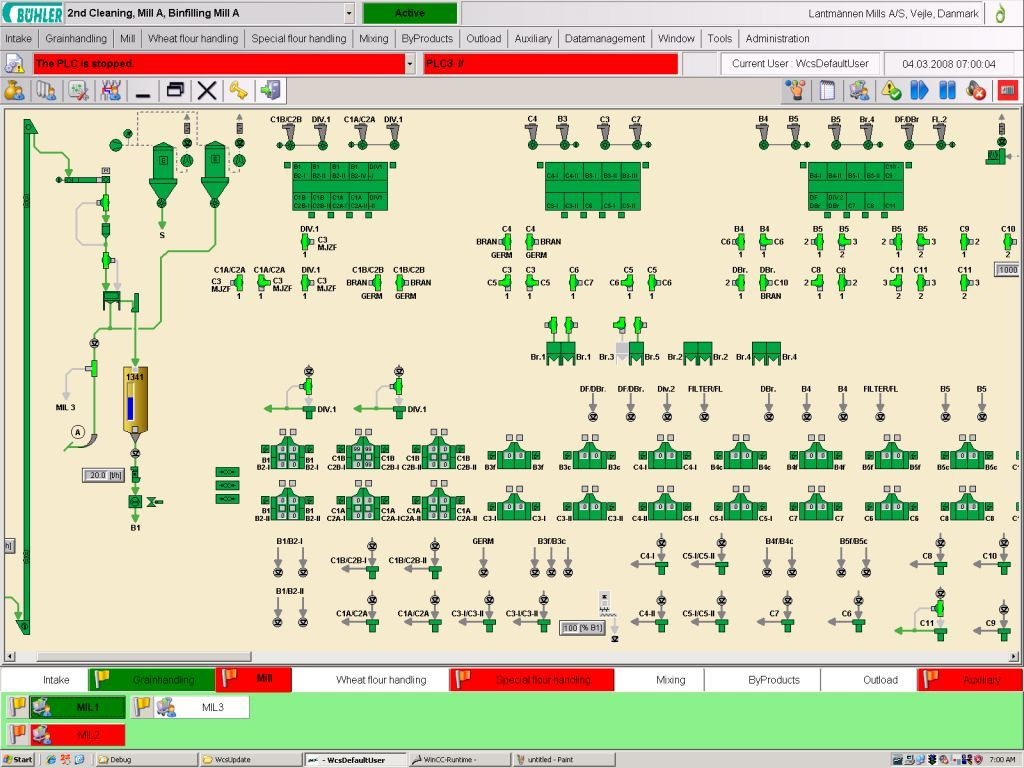
Elektronische Darstellung auf einem PC-Bildschirm

Ein Mühlendiagramm oder ein Vermahlungsdiagramm ist eine schematische Darstellung der Abläufe in einer Mühle. Die Zusammenhänge sind meist so komplex, dass die Diagramme für die Reinigung und Netzung sowie die Vermahlung separat dargestellt werden. In der Steuerung einer Mühle sind die wesentlichen Anlagen der Reinigung und Vermahlung visualisiert, das heißt, sie können direkt auf dem Bildschirm dargestellt werden. Damit lassen sich elektronisch die Förderwege einstellen, Silostände abrufen und Maschinen sowie Förderwege schalten.
Das Mühlendiagramm stellt die in einer Mühle eingesetzten Maschinen wie Trieure, Plansichter oder Walzenstühle dar, in welcher Reihenfolge sie angeordnet werden und wie der Produktfluss zwischen den einzelnen Maschinen bei den einzelnen Mahlschritten (Sortieren, Schroten, Grießputzen, Ausmahlen) abläuft und wie die Aspiration angeschlossen wird. Es beantwortet auch Fragen zur Leistung einer Mühle.